# 93 Pułk Piechoty (austro-węgierski)
Morawski Pułk Piechoty Nr 93 (niem. Mährisches Infanterieregiment Nr. 93) – pułk piechoty cesarskiej i królewskiej Armii.

## Historia pułku
Pułk został utworzony 1 stycznia 1883 roku z batalionów liniowych (niem. Linieninfanterieregiment) 13, 20, 56 i 57 Pułku Piechoty.
Okręg uzupełnień nr 93 Šumperk (niem. Mährisch Schönberg).
W latach 1883–1913 szefem pułku był FML Alfred Franz Philipp von Joëlson (1831–1913).
Kolory pułkowe: brązowy ciemny (niem. dunkelbraun), guziki złote.
Skład narodowościowy w 1914 roku 60% – Niemcy, 30% – Czesi.
W latach 1903–1909 pułk stacjonował w Ołomuńcu (niem. Olmütz) z wyjątkiem 2. batalionu, który pozostawał w Šumperku. W 1906 roku 4. batalion został przeniesiony do Karniowa (niem. Jägerndorf).
W latach 1910–1914 komenda pułku razem z 3. i 4. batalionem stacjonowała w Krakowie, 2. batalion stacjonował w Šumperku, natomiast 1. batalion w latach 1910–1912 w Sanskim Moście, a od 1913 roku w Bihaciu.
W 1914 pułk (bez 1. batalionu) wchodził w skład 9 Brygady Piechoty należącej do 5 Dywizji Piechoty, natomiast 1. batalion był podporządkowany komendantowi 12 Brygady Górskiej należącej do 48 Dywizji Piechoty.

## Żołnierze pułku
Komendanci pułku
- płk Johann Tarbuk (1903–1905)
- płk Józef Ferdynand (1905–1908)
- płk Erwin von Mattanovich (1908–1911)
- płk Arthur Hausner (1911–1912)
- płk Karl Haas (1912–1914)

Oficerowie
- ppłk Leo Bernatzik